# Arte ravennate

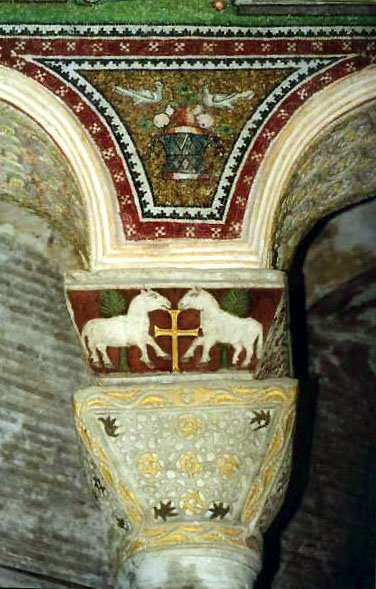
Capitello e pulvino della basilica di San Vitale, Ravenna

L'arte ravennate è la produzione artistica che ebbe come fulcro Ravenna nel periodo tardo-antico e alto-medievale, quando la città fu capitale dell'Impero romano d'Occidente (402-476), del Regno ostrogoto d'Italia (493-540) e dell'Esarcato bizantino d'Italia (584-751). Le testimonianze artistiche ravennati pervenuteci mostrano uno stile peculiare nell'architettura, nella scultura su avorio e nell'arte del mosaico, ispirato all'estetica neoplatonica che mirava all'elevazione spirituale e contemplativa.
In particolare Ravenna è provvista di alcuni dei migliori esempi di arte musiva di tutta Europa e bacino del Mediterraneo in un arco di tempo di quasi due secoli (V-VI secolo), poiché la quasi totalità di testimonianze coeve nell'Impero romano d'Oriente vennero distrutte nel VII secolo con il periodo dell'iconoclastia.
Dello splendido periodo di fioritura artistica di Ravenna restano alcuni monumenti dichiarati patrimonio dell'umanità dall'UNESCO.

## La nuova capitale

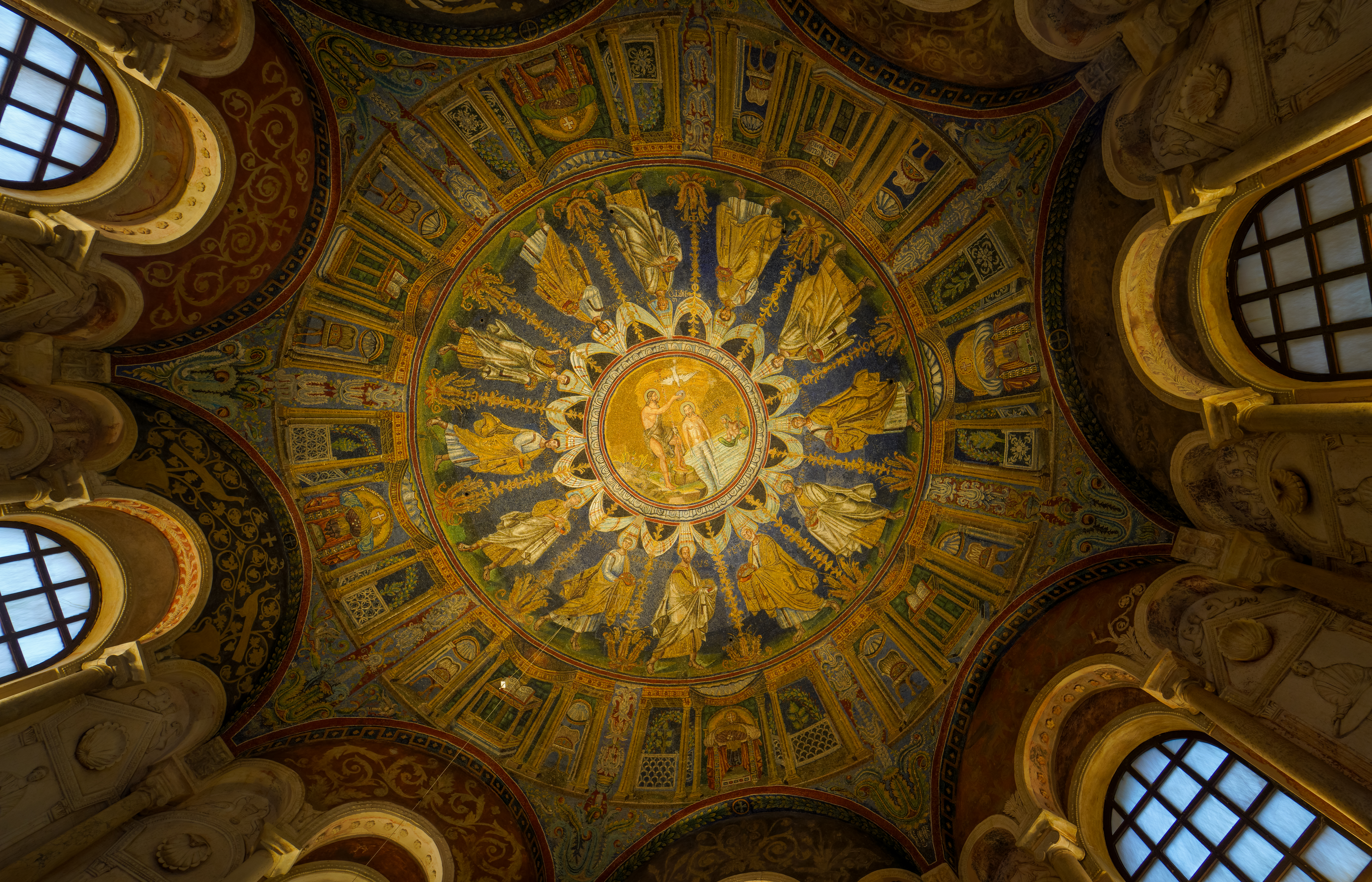
Mosaico della cupola del Battistero Neoniano

Onorio ricevette l'Impero romano d'Occidente alla morte di suo padre Teodosio I (395), mentre a suo fratello Arcadio venne affidato l'Impero romano d'Oriente. La capitale imperiale allora si trovava a Mediolanum (Milano), ma sotto la minaccia dei Visigoti di re Alarico I, venne spostata a Ravenna, che presentava una serie di vantaggi: 
- Migliori collegamenti con l'Oriente tramite il porto di Classe a fronte di un'altrettanto comoda rete viaria romana
- La protezione, soprattutto, offerta dalle lagune paludose che circondavano la città, che la rendevano di fatto inespugnabile.

Con il passaggio della sede vescovile da Classe a Ravenna alla fine del IV secolo, venne iniziata una nuova cattedrale, la Cattedrale Ursiana (dal nome del vescovo Orso (Ursus) (†ca. 396)), della quale sopravvivono pochi resti inglobati nell'attuale Duomo di Ravenna e nell'attiguo Museo arcivescovile.

### Il Battistero Neoniano (o Battistero di San Giovanni in Fonte)
Più o meno contemporaneamente venne iniziato anche il Battistero Neoniano (dal nome del vescovo Neone, che verso il 458 lo fece decorare a mosaico) o degli Ortodossi (per distinguerlo dal successivo Battistero degli Ariani), che si trova tuttora a fianco della cattedrale.
Per via della subsidenza tipica di Ravenna oggi è interrato di circa 2 metri; in pianta presenta la forma ottagonale, esternamente ha un semplice rivestimento in laterizio con lesene e arcate cieche che risalgono alla costruzione originaria e furono riprese da modelli settentrionali (cfr. la Basilica Palatina di Costantino a Treviri o la Basilica di San Simpliciano a Milano).
Il soffitto, originariamente piano, venne sostituito da una cupola (alleggerita da tubi fittili) verso il 458 dal vescovo Neone, il quale fece provvedere anche alla decorazione a mosaico. In particolare sul soffitto, entro tre anelli concentrici sono rappresentati vari soggetti:
1. L'anello esterno, a fondo azzurro, presenta una serie di finte architetture tripartite, che creano un effetto di alternanza tra concavo e convesso; al centro delle nicchie si trovano otto altari, di cui quattro con i vangeli aperti degli Evangelisti alternati a quattro troni con le insegne di Cristo (l'etimasia).
2. La seconda fascia è la più interessante e presenta i dodici apostoli su sfondo azzurro, con le vesti (toga e pallio) alternate nei colori bianco e oro. Dieci apostoli hanno una corona tra le mani, mentre Pietro le chiavi e Paolo i rotoli della legge. Le immagini presentano ancora una notevole consistenza plastica e un senso di movimento, che testimoniano gli ininterrotti rapporti con l'ambiente romano; contemporaneamente indice di rapporti con il mondo bizantino sono la vivace policromia, la monumentalità e la ieraticità delle figure. Gli apostoli non presentano aureola (solo drappi di stoffe coprono le teste) e sono intervallati da candelabre, che simboleggiano la Passione di Cristo.
3. Nel tondo centrale, su sfondo oro, si trova la scena del Battesimo di Gesù con San Giovanni Battista nell'atto di somministrare il sacramento al Cristo immerso fino alla vita nel Giordano; del fiume compare anche una personificazione a destra, sottolineata dalla scritta Iordañ (il fiume Giordano), mentre sopra il Cristo svetta la colomba dello Spirito Santo. I volti di Gesù e del Battista furono rifatti nel XVIII secolo dal restauratore romano Felice Kibel, per cui la parte centrale della scena, dai contorni ben visibili, non è più quella originale. In particolare il battesimo avveniva per immersione come si può notare nel battistero degli Ariani.

Anche le pareti del battistero presentano una sfarzosa decorazione con stucchi, affreschi, mosaici e marmi policromi, che ha diversi altri termini di raffronto nei monumemti ravennati d'arte paleocristiana.

## L'età di Galla Placidia

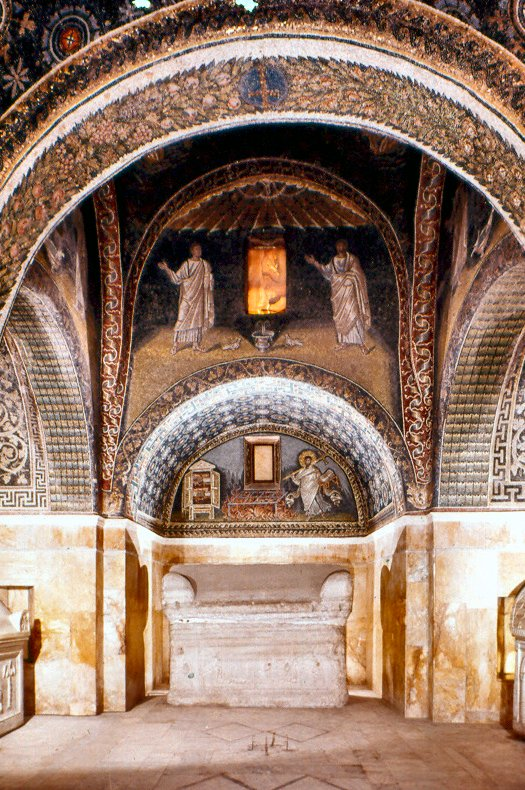
Interno del Mausoleo di Galla Placidia

Inizialmente l'imperatore Onorio scelse Ravenna come capitale provvisoria dell'Impero romano d'Occidente perché maggiormente difendibile dalle pressioni longobarde rispetto alla capitale Milano. Appena sei anni dopo questa scelta avvenne nel 410 il sacco di Roma.
Con la morte di Onorio (423) la città entrò nell'orbita della reggente Galla Placidia, che governò per conto del figlio ancora minorenne Valentiniano III. Risale a quest'epoca la trasformazione di Ravenna in splendida capitale e città cristiana, un processo cui Onorio non si era potuto granché dedicare perché perlopiù impegnato a difendere i confini dell'impero dai Longobardi e da altre popolazioni.

### La chiesa di San Giovanni Evangelista
Vicino alla probabile zona della residenza imperiale (la Regio Caesaris, forse vicina al cosiddetto Palazzo di Teodorico, in realtà una chiesa) Galla Placidia fece costruire dopo il 426 la chiesa di San Giovanni Evangelista; sebbene parecchio rimaneggiata essa è molto importante per due elementi di derivazione tipicamente costantinopolitana: i due ambienti rettangolari che chiudono le navate laterali (chiamati pastoforia e di funzione simile a quella della sagrestia) e l'uso di pulvini (tronchi di piramide rovesciati) sopra i capitelli delle colonne, che danno maggior slancio a queste ultime. Anche la presenza di finestre al pian terreno, oltre che in alto, è un elemento tipicamente ravennate.

### Il Mausoleo di Galla Placidia
La creazione più famosa di questa epoca è il cosiddetto Mausoleo di Galla Placidia, in realtà forse un sacello dedicato a San Lorenzo (come farebbe pensare un mosaico interno), poiché le fonti riportano che Galla Placidia morì e fu sepolta a Roma. 

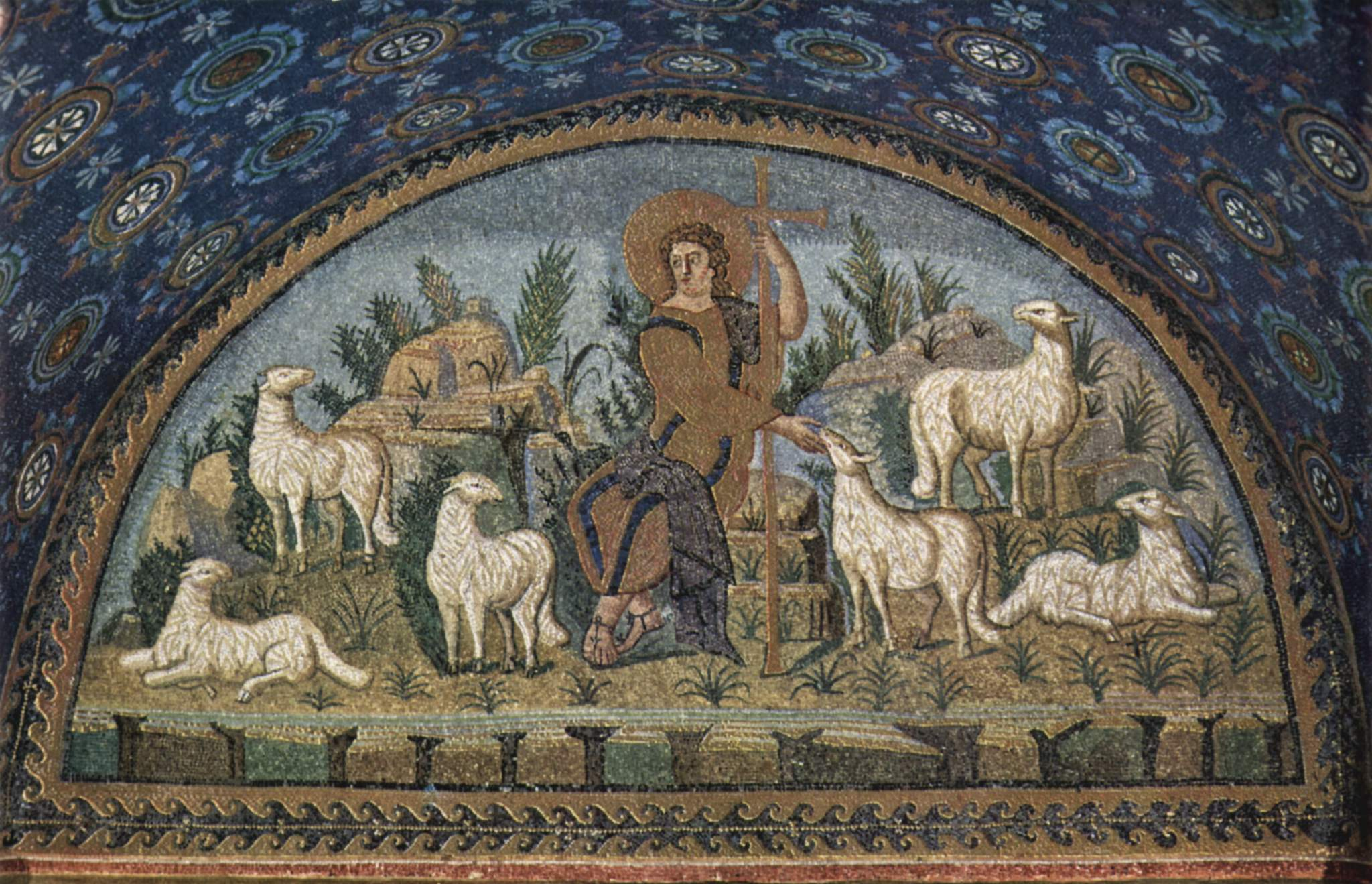
Il Buon Pastore, Mausoleo di Galla Placidia

Anche qui come in altri monumenti ravennati, la subsidenza ha abbassato di molto la struttura originaria, che oggi appare con il soffitto dei bracci a meno di due metri dal suolo, ma che anticamente si trovavano ben più in quota. L'interno è decorato sfarzosamente da un ciclo di mosaici che, sebbene periodicamente restaurato di secolo in secolo, oggi si presenta integro.
La cupola centrale domina l'edificio, ed è affiancata sui lati da quattro lunette ed altre tre lunette si trovano alle estremità dei bracci, mentre le volte a botte dei bracci sono coperte da un tappeto stilizzato di fiori su sfondo azzurro di influenza iranica-sassanide.
Al centro della cupola si trova la Croce in un tappeto di stelle su sfondo azzurro, mentre alle quattro estremità si trovano i simboli degli evangelisti. Le lunette della cupola presentano coppie di santi e di apostoli, con le braccia alzate in adorazione verso il centro ideale dell'edificio, la Croce.
Ai bracci spiccano le lunette nord e sud, con San Lorenzo e con il celebre Buon Pastore, cioè Cristo, raffigurato imberbe seduto su una roccia e circondato da pecore che si rivolgono tutte verso di lui. La lunetta ovest è decorata da cervi tra tralci di arbusti che cercano una fonte (derivati da un passo dei Salmi come un cervo cerca l'acqua, così l'anima cerca Dio).
La rappresentazione, ricca di colori, mostra ancora l'abilità di rendere il volume e la disposizione realistica nello spazio dei corpi, con figure in primo e in secondo piano, secondo uno stile ancora legato all'arte antica. Non mancano i richiami ai simboli cristiani, come le colombe che bevono alla fonte (simbolo delle anime cristiane che si abbeverano alla grazia divina) e i cervi.

## L'età di Teodorico

Il Battistero degli Ariani, mosaico della cupola

Nel 476 il re degli Eruli Odoacre depose l'ultimo imperatore romano Romolo Augusto, nella data che in seguito, sebbene di relativa importanza per i contemporanei, divenne il confine tradizionale tra evo antico ed evo medio. Odoacre rappresentò una breve parentesi e venne presto sconfitto da Teodorico, re degli Ostrogoti, inviato dall'Imperatore bizantino Zenone poiché cresciuto alla corte di Costantinopoli, con un'educazione d'impronta quindi classica. Una volta sconfitto l'avversario, Teodorico si dichiarò Patrizio d'Oriente e Re degli Ostrogoti ed assunse il controllo dei territori italiani da Ravenna, rifiutandosi di consegnare i territori conquistati all'Imperatore bizantino. Bonificò in parte i territori attorno alla città ed ebbe come consiglieri uomini di grande cultura, quali Cassiodoro, Boezio ed Ennodio, che lo aiutarono ad organizzare il suo regno in maniera diversa dai regni tipicamente "barbarici".

### Il nuovo Battistero
Essendo di religione ariana, decise di far convivere pacificamente i Goti (ariani appunto) e i latini ("ortodossi", nel senso di seguaci della dottrina canonica), tenendo però le due etnie divise. Questa scelta comportò quartieri separati e doppi edifici di culto in città. Il palazzo della Regio Caesaris venne ampliato e fu edificata una basilica per ariani (l'attuale chiesa di Santo Spirito), e un battistero, oggi detto degli Ariani, per distinguerlo da quello Neoniano. Rispetto ai precedenti mosaici della cupola dell'altro battistero, la superficie è più piccola, quindi gli anelli concentrici sono solo due, con una decorazione simile all'altro (dodici apostoli in atto di offrire corone e stoffe divisi da palme al posto delle candelabre, trono vuoto dell'etimasia, Battesimo di Cristo con San Giovanni Battista, la personificazione del Giordano e la colomba dello Spirito Santo) ma semplificata, con figure più statiche e ripetitive nell'aspetto, con abiti più semplici (solo la toga bianca), i volumi appiattiti e calligrafici (le pieghe sembrano solo disegnate). 
Spicca inoltre l'affermazione ormai dominante del fondo oro, che si stava imponendo in tutto il mondo Mediterraneo come veicolo per rappresentazioni più astratte e simboliche, inondate da una luce ultraterrena, in accordo con la concezione filosofica di Plotino secondo cui  la bellezza estetica avrebbe dovuto elevare allo spirito intellegibile, che trascende le forme della dimensione mondana smussandone i contrasti, inducendo alla contemplazione ascetica dell'Uno.

### Sant'Apollinare Nuovo

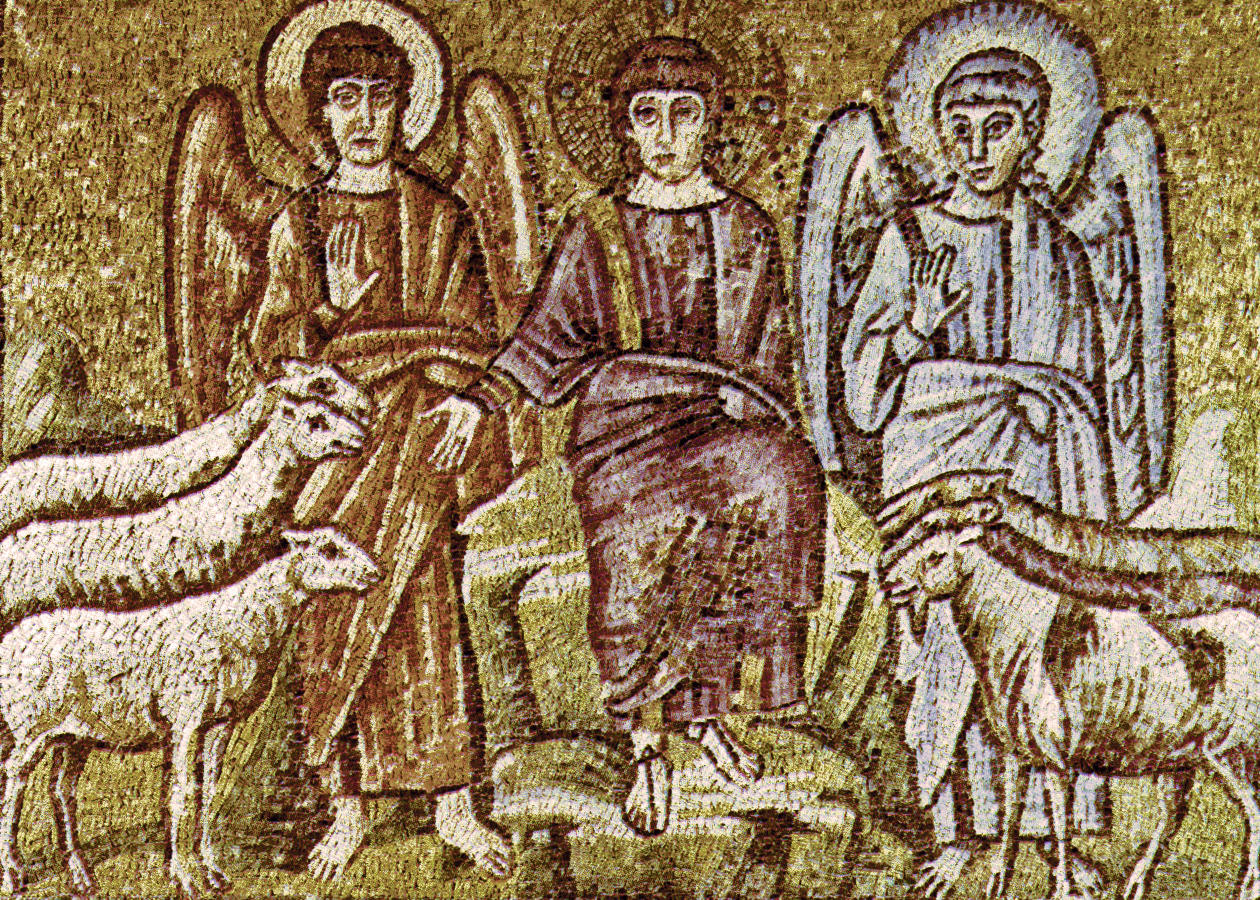
Cristo divide le pecore dai capretti, Sant'Apollinare Nuovo

Vicino al palazzo venne edificata la basilica di Sant'Apollinare Nuovo (inizio del VI secolo), usata probabilmente come chiesa palatina. La basilica è a tre navate con pianta longitudinale e con finestre sia nel cleristorio che al pian terreno, secondo la tipologia tipicamente ravennate. Le dodici colonne che separano le navate sono in marmo del Proconneso e con capitelli corinzi scolpiti a Bisanzio, sormontati da pulvini. La decorazione a mosaico è ricchissima e se sono andati perduti i mosaici nell'abside, sono ben conservate le tre fasce longitudinali che corrono sopra le arcate che separano le navate, anche se solo quelle superiori e una parte di quelle inferiori risale all'epoca di Teodorico (il resto venne sostituito un secolo dopo dagli inviati di Giustiniano).
La fascia più alta è decorata da una serie di riquadri intervallati dal motivo allegorico di un padiglione con due colombe. I riquadri presentano scene della vita di Cristo e sono particolarmente curati nei dettagli, anche se in antico si trovavano ancora più in alto (per via della subsidenza) e quindi la loro lettura era tutto sommato limitata.
Alcune scene permettono di evidenziare alcune evoluzioni dell'arte del mosaico nell'epoca di Teodorico: la scena del Cristo che divide le pecore dai capretti ricorda quella del Buon Pastore del Mausoleo di Galla Placidia, ma le differenze sono notevoli (è passato poco meno di un secolo): le figure non sono più disposte in uno spazio in profondità, ma appaiono schiacciate l'una sull'altra, con molte semplificazioni (alcuni animali non hanno nemmeno le zampe). La rigida frontalità e la perdita del senso del volume nel Cristo e negli angeli imprime un innegabile senso ieratico. Nella scena dell'Ultima cena Cristo e gli apostoli sono raffigurati similmente alle raffigurazioni romane paleocristiane, e le proporzioni gerarchiche (Cristo più grande delle altre figure) rientrano nel filone dell'arte tardo-antica "provinciale" e "plebea".

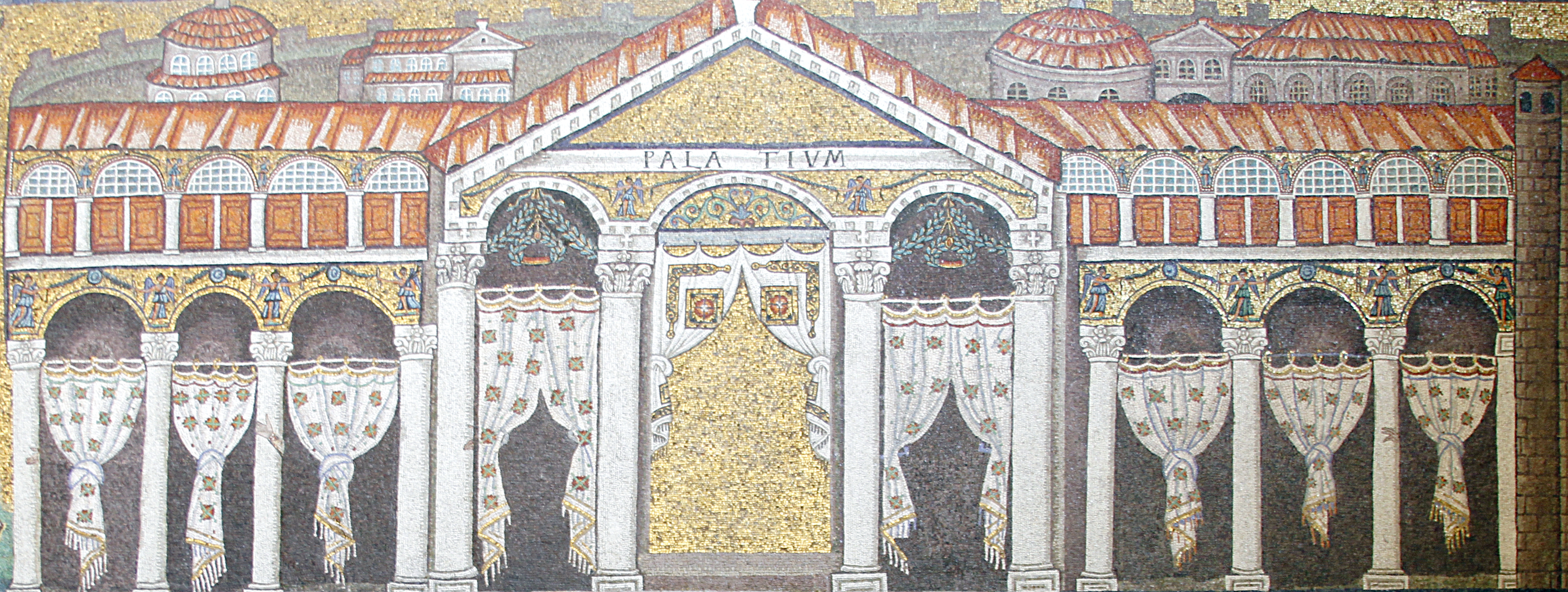
Il Palatium di Teodorico, Sant'Apollinare Nuovo

Fondamentali rimangono i mosaici che ornano la navata principale. La decorazione è divisa, su ambedue i lati, in tre ordini: in alto, intervallate da nicchie sovrastate da colombe e contenenti corone, sono rappresentate, in pannelli rettangolari, scene della Passione e con Miracoli e Parabole di Cristo; nella parte centrale, fra le finestre sono figure di profeti; in quella inferiore, a destra, una lunga teoria di santi martiri, guidata da san Martino, e si dirige verso Cristo seduto in trono fra quattro angeli; a sinistra, un'analoga teoria di sante vergini. La fascia più bassa, la più grande, è anche quella maggiormente manomessa dai successori di Teodorico, i bizantini. Probabilmente conteneva scene legate al culto ariano che vennero completamente cancellate dai restauratori dell'ortodossia. Restano del primo periodo le famose scene della rappresentazione del porto di Classe e del Palatium teodoriciano a Ravenna, situate nella parte più vicina all'ingresso della chiesa in maniera speculare sui due lati (la prima a sinistra, la seconda a destra guardando l'altare). Nel primo si nota un'insolita prospettiva "a volo d'uccello", per risaltarne l'ampiezza, che mostra una notevole stilizzazione, anche nelle case della città che sporgono dalle mura; anche il secondo presenta una rappresentazione non naturalistica, senza interesse nel rappresentare realisticamente l'aspetto dell'edificio. In entrambe le rappresentazioni furono cancellate per una sorta di damnatio memoriae tutte le figure umane (molto probabilmente Teodorico stesso e membri della sua corte): si notano ampie parti di colore leggermente diverso (a riprova di una ricostruzione avvenuta in un secondo momento) sia nelle mura di Classe, sia nelle arcate del palazzo, dove oggi compaiono tende. Inoltre sulle colonne bianche del palazzo sono rimaste numerose e incontrovertibili tracce di mani che spuntano qua e là.

### La Cappella Arcivescovile
La Cappella del Palazzo Arcivescovile di Ravenna è una cappella situata al primo piano del Palazzo Arcivescovile (ora sede del Museo arcivescovile).
La cappella è inserita, dal 1996, nella lista dei siti italiani patrimonio dell'umanità dall'UNESCO, all'interno del sito seriale "Monumenti paleocristiani di Ravenna".
Unico monumento di natura ortodossa ad essere stato costruito durante il regno di Teodorico, la Cappella Arcivescovile, conosciuta anche come Cappella di Sant'Andrea, è l'antico oratorio dell'Episcopio ravennate, voluta dal Vescovo Pietro II e dedicata a San Pietro Crisologo, arcivescovo di Ravenna dal 433 al 450. La cappella fu allestita nel 495.
La Cappella Arcivescovile si presenta con una pianta a forma di croce, dotata di un vestibolo completamente marmoreo nella parte inferiore e ricco di mosaici di straordinaria unicità in quella superiore.
Molto evidente è il messaggio anti-ariano contenuto nell'opera musiva dell'atrio, che rappresenta il Cristo Guerriero, con la Croce sulla spalla, nell'atto di schiacciare le belve dell'eresia, atto di rivendicazione ideologica contro l'allora dominante governo politico dell'ariano Teodorico.
Nella volta a vela spiccano le immagini dei quattro arcangeli della tradizione biblica più antica – Michele, Gabriele, Raffaele e Uriele – che reggono un clipeo con il Monogramma Cristologico, immersi fra racemi abitati (cioè popolati da animali, in questo caso piccoli uccelli, simbolo del contesto paradiasiaco), mentre negli spazi di risulta si collocano i simboli dei quattro Evangelisti, rappresentati con i loro rispettivi libri evangelici, a sottolineare che l'autentica fede cristiana è quella ortodossa.
Nei sottarchi sono rappresentati busti di Cristo, di sei santi (a destra) e sei sante (a sinistra) dell'età dei martiri, ulteriore messaggio che evidenzia la natura ortodossa di questo monumento così significativo per l'arte ravennate dell'era teodoriciana.

### Il Mausoleo di Teodorico

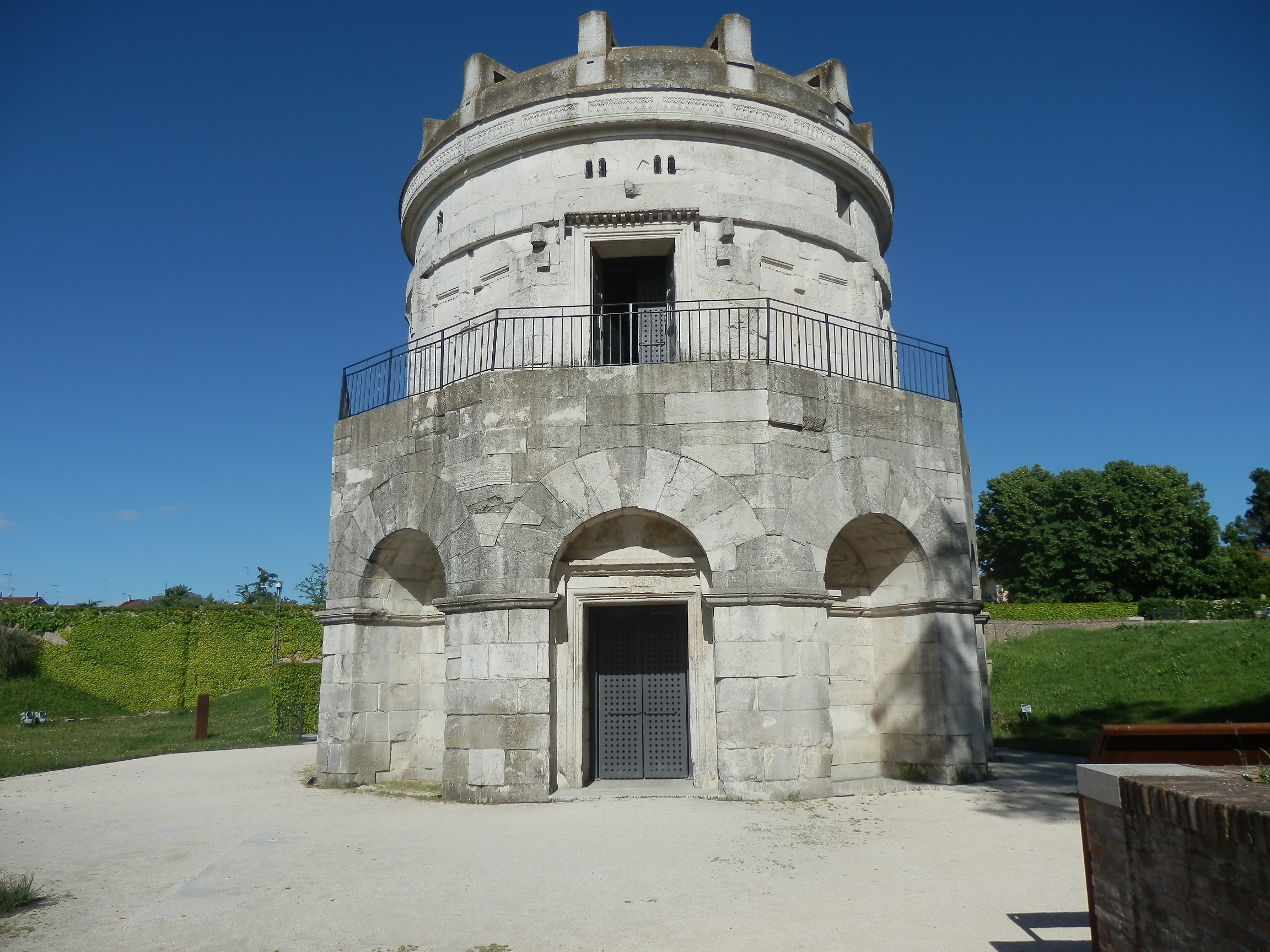
Il Mausoleo di Teodorico

Fuori dalla città, presso la necropoli riservata ai Goti, Teodorico fece erigere verso il 520 il proprio mausoleo, che si trova ancora oggi isolato nell'immediata vicinanza del centro di Ravenna. Innanzitutto si distingueva da tutte le altre architetture di Ravenna per il fatto di non essere costruito in mattoni, ma con blocchi di pietra d'Istria. È a pianta centrale, riprendendo la tipologia di altri mausolei romani, ed è caratterizzato da due ordini: il primo è esternamente decagonale con nicchie su ciascun lato, coperte da solidi archi a tutto sesto, mentre all'interno è cruciforme; il secondo è più piccolo e anticamente era circondato da un deambulatorio, del quale restano solo tracce nell'attaccatura di archi alla parete, ed è a forma decagonale in esterno e circolare all'interno, dove era collocato il sarcofago con le spoglie di Teodorico.
Le caratteristiche più sorprendenti dell'edificio sono costituite dal soffitto, dove è presente un enorme unico monolite a forma di calotta, trasportato per mare ed issato sull'edificio con dodici anse, e dove si trova una fascia decorativa con un motivo "a tenaglia", l'unica testimonianza a Ravenna di una decorazione desunta dall'oreficeria barbarica piuttosto che dal repertorio romano/bizantino.

## L'età di Giustiniano

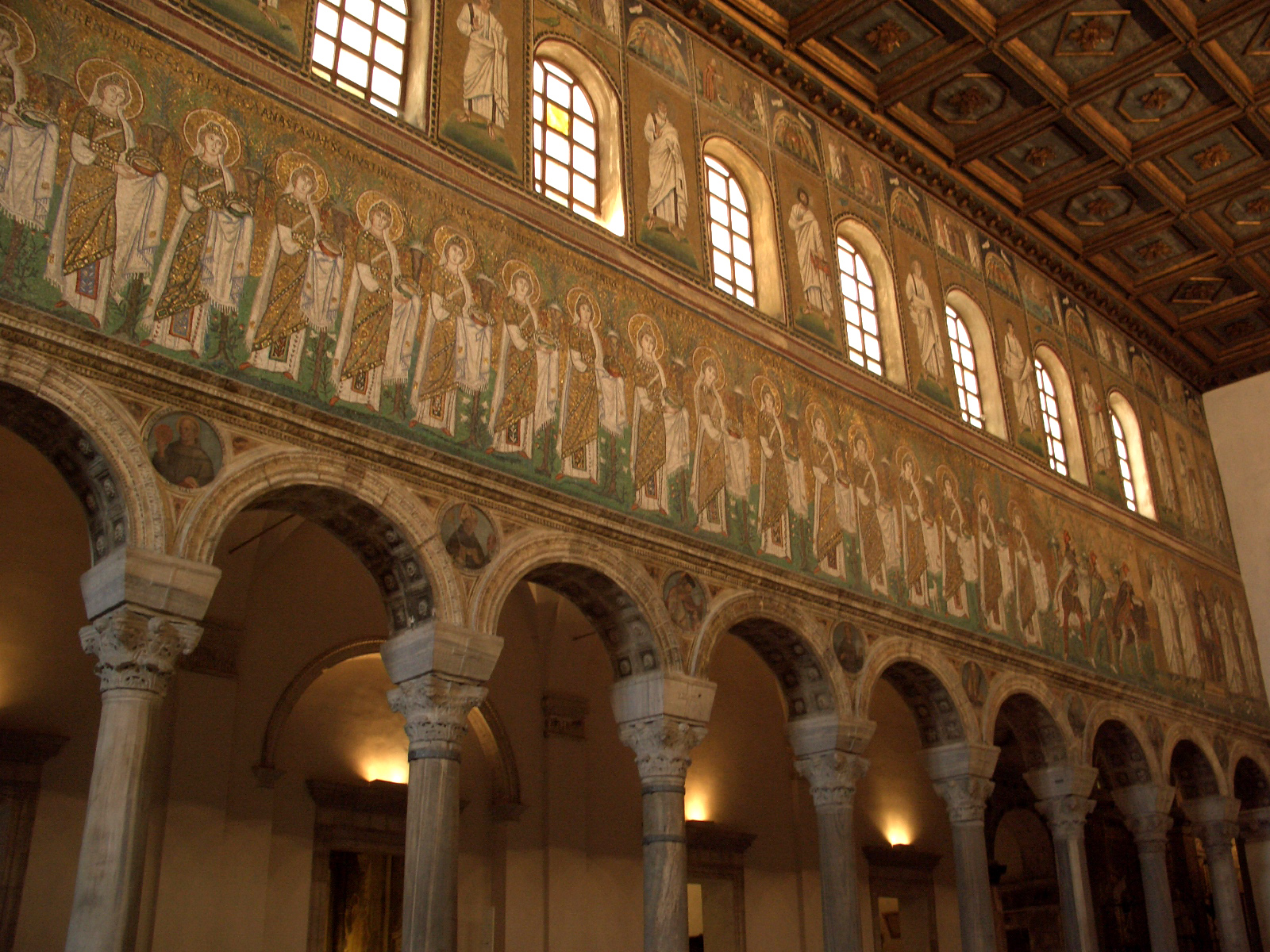
Le Sante Vergini, Sant'Apollinare Nuovo

Morto Teodorico (526), la tolleranza degli imperatori bizantini verso gli ariani era ormai terminata (in applicazione del primo Concilio di Nicea) e con la salita al potere di Giustiniano, il nuovo imperatore iniziò le cosiddette guerre gotiche, che misero a ferro e fuoco la penisola italiana concludendosi nel 553 con l'unificazione (per quanto effimera) nelle mani del basileus bizantino dell'Impero Occidentale e Orientale. Nel 554 Giustiniano dichiarava Ravenna capitale d'Italia: una posizione di primissima importanza, ma pur sempre sottoposta al potere di Costantinopoli.
Una delle prime preoccupazioni dei bizantini fu quella di cancellare il ricordo dell'"usurpazione" ostrogota e dell'arianesimo.

### Il rinnovo di Sant'Apollinare Nuovo
Per quanto riguarda la chiesa di Sant'Apollinare Nuovo il vescovo Agnello la fece ridecorare verso il 560-570 riconciliandola al culto cattolico, epurando le immagini o ricostruendole ex novo. Fu in questo periodo che vennero cancellati i personaggi nella fascia inferiore della chiesa (nel Palatium e nel porto di Classe) e che vennero aggiunte le famose teorie di Sante Vergini e Santi Martiri: le prime si trovano a sinistra guardando verso l'altare e sono guidate dai Re Magi verso la Madonna col Bambino; i secondi, a destra, procedono verso il Cristo in trono guidati da angeli.
Lo stile dei mosaici è ulteriormente evoluto verso una maggiore solennità e statica ieraticità, in linea con la coeva arte bizantina, con la ripetizione dei motivi (della decorazione e delle figure stesse) in un abbacinante fondo oro. Gli abiti sono ricchi ma tutti uguali, sagomati sul fondo.

### San Vitale

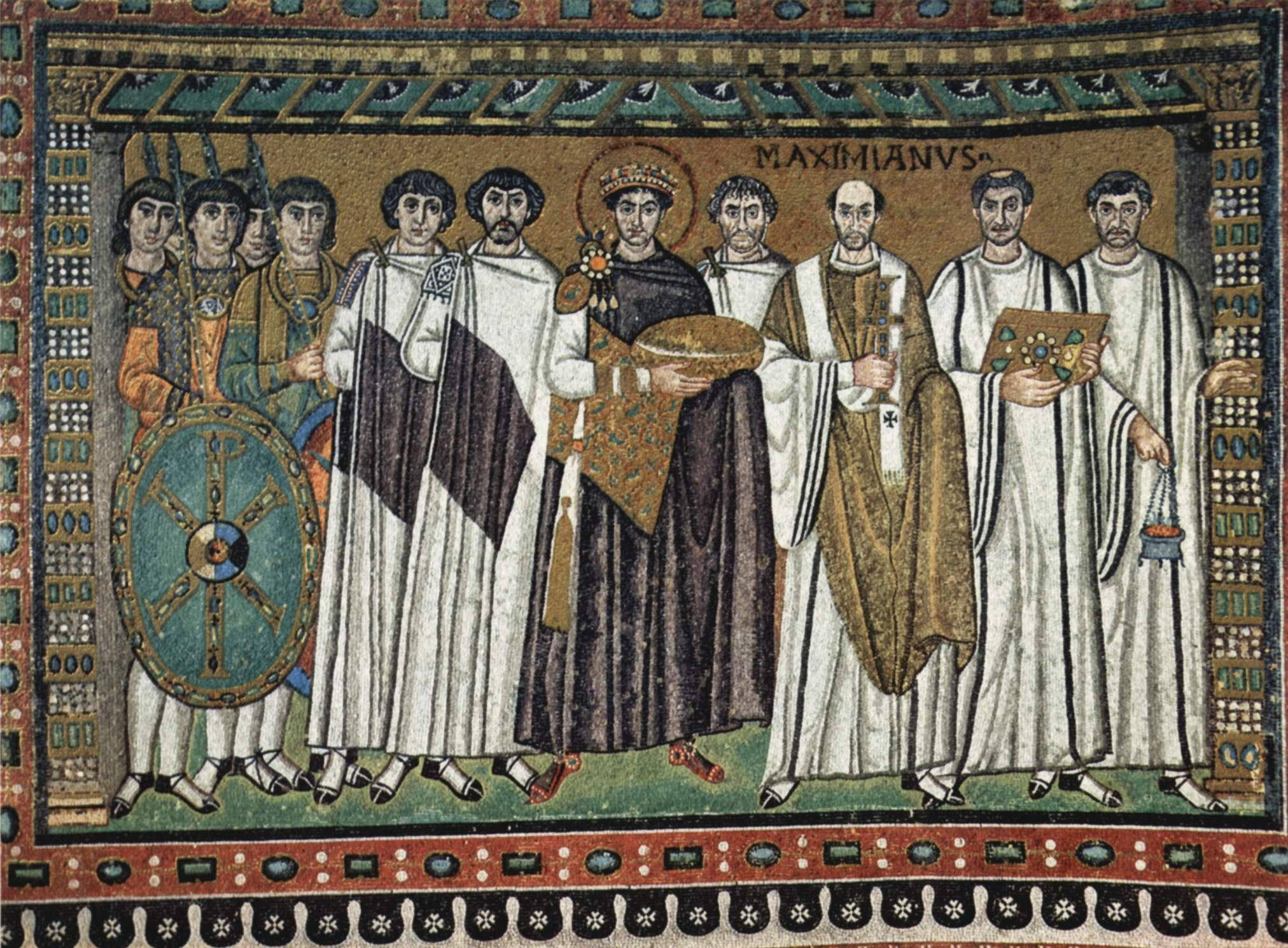
Giustiniano e la sua corte, San Vitale (prima metà del VI secolo)

Il più importante cantiere dell'epoca bizantina fu però la Basilica di San Vitale, realizzata a partire da quando Teodorico era ancora in vita tra il 522 e il 547, nella zona nord-est della città, vicino al complesso monumentale che comprendeva anche il Mausoleo di Galla Placidia.
Iniziata forse all'epoca del vescovo Ecclesio, fu terminata da Massimiano, grazie anche alla cospicua donazione del banchiere Giuliano l'Argentario che offrì 26.000 soldi (per questo venne rappresentato in un mosaico accanto all'imperatore Giustiniano).
La chiesa segnò un distacco dalle tipiche basiliche longitudinali di Ravenna e, nella pianta a base centrale (in questo caso ottagonale), ricorda la chiesa dei Santi Sergio e Bacco a Costantinopoli, di pochi anni anteriore, o altri coevi martyria.
L'interno della chiesa presenta un deambulatorio che gira attorno a un nucleo centrale a pianta circolare, con pilastri e colonne su due ordini (al pian terreno e sul matroneo). La cupola con tamburo è di elevazione maggiore alle simili chiese orientali.
L'interno è famoso per i celeberrimi mosaici, ma è pregevole anche la decorazione a marmi policromi e stucchi, i capitelli scolpiti a Bisanzio con una ricca decorazione a traforo e corredati di pulvino con figure zoomorfe e la Croce. Le balaustre del matroneo sono traforate finemente. Lo sfarzo, sottolineato dalla particolare pianta che necessita di essere percorsa per fare esperienza degli innumerevoli scorci, crea un effetto di sfavillio che sembra annullare il peso della costruzione in una dimensione quasi soprannaturale. Ciò fu tipico della corte imperiale bizantina, mentre altri elementi, come la cupola alleggerita da tubi fittili, sono frutto delle esperienze italiane, per cui si presume che alla basilica lavorarono maestranze sia locali che venute da oriente.
Il punto focale è situato nell'abside, dove due angeli a mosaico reggono il simbolo della croce. I mosaici più famosi sono collocati ai lati dell'altare e presentano i due celebri pannelli in posizione speculare dell'Imperatore Giustiniano e di Teodora circondati dalle rispettive corti in tutto lo sfarzo che richiedeva il loro status politico e religioso. Le figure sono ritratte formalmente, secondo una rigida gerarchia di corte, con al centro gli augusti, circondati da dignitari e da guardie. Accanto a Giustiniano è presente il primo arcivescovo di Ravenna, Massimiano, l'unico segnato da iscrizione, per cui può darsi che fosse anche il sovrintendente dei lavori. La fissità ieratica di Giustiniano e Teodora rispecchia il cesaropapismo bizantino.
I corpi sono assolutamente bidimensionali e stereotipati, e solo nei volti regali si nota uno sforzo verso il realismo, nonostante l'idealizzato ruolo semidivino sottolineato dalle aureole. Non esiste prospettiva spaziale, tanto che i vari personaggi sono su un unico piano, hanno gli orli delle vesti piatti e sembrano pestarsi i piedi l'un con l'altro.
Altri due pannelli, più in alto, con il Sacrificio di Abramo e il vescovo Ecclesio che dona un modello della basilica risalgono invece ancora al periodo ostrogoto e mostrano ancora una certa consapevolezza spaziale.

### Sant'Apollinare in Classe

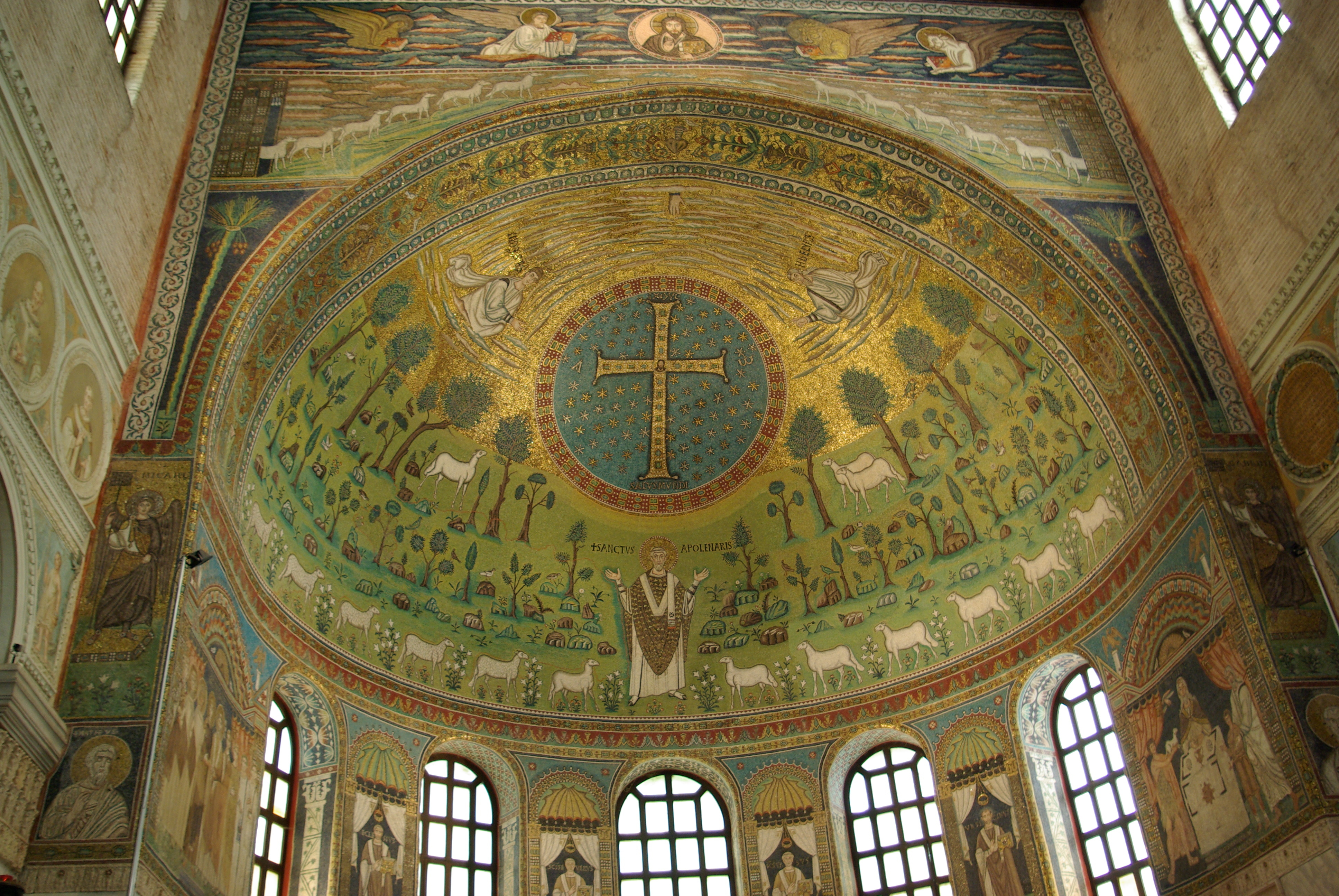
La calotta absidale di Sant'Apollinare in Classe

Sempre il vescovo Massimiano consacrò nel 547 una basilica vicino all'antico porto di Classe, chiamata Sant'Apollinare in Classe. La pianta è tipica delle basiliche longitudinali paleocristiane, e della ricca decorazione a mosaico si è salvato solo il catino absidale.
In questi mosaici, che rappresentano l'ultimo stadio dell'arte ravennate, si vede come il simbolo ha ormai preso il sopravvento sulla rappresentazione naturalistica nel trattamento del tema del evangelico della Trasfigurazione sul Monte Tabor. Al centro Sanctus Apolenaris, sontuosamente abbigliato col pallio vescovile e la stola, tiene le braccia alzate verso la gigantesca croce gemmata che domina la rappresentazione all'interno di un cerchio in un campo azzurro cosparso di stelle. Dodici pecorelle, esattamente uguali e piatte rappresentano i fedeli della diocesi ravennate e riempiono la fascia più bassa. In un prato ricco di elementi vegetali e minerali in stile calligrafico e senza un qualsiasi rimpicciolimento prospettico, si trovano altre tre pecorelle (una a sinistra e due a destra) che guardano alla croce, mentre in cielo appaiono da nuvole Mosè ed Elia, oltre alla mano divina in alto.
La scelta del tema è strettamente legata alla lotta all'arianesimo, poiché ribadisce la natura umana e divina di Gesù Cristo, quest'ultima negata dagli ariani. Inoltre la rappresentazione di Apollinare tra gli apostoli figurati era una legittimazione per Massimiano come primo arcivescovo di una diocesi direttamente collegata ai primi seguaci di Cristo, essendo Apollinare, secondo la leggenda, discepolo di San Pietro.
Restauri hanno permesso di scoprire una sinopia al di sotto dei mosaici, scoprendo come il tema decorativo, già con fiori, frutta e coppe con uccelli, venne completamente cambiato proprio in occasione della necessità di celebrare il raggiunto rango di arcidiocesi.

### Manufatti in avorio
Sin dal V secolo Ravenna fu un centro di produzione di opere in avorio. Tesori eburnei erano conservati nelle chiese della città. Particolarmente significativa, sia per il pregio, sia per l'ottimo stato di conservazione è la cattedra vescovile di Massimiano, realizzata con pannelli in avorio scolpito tra il 546 e il 556 ed oggi conservata presso il Museo arcivescovile di Ravenna. Un'eccellenza della manifattura ravennate furono le coperture di libri sacri. La più famosa è  il «Dittico delle cinque parti» (VI secolo), una coperta di evangeliario che consiste in due valve in avorio composte da cinque scomparti dello stesso materiale. Oggi è conservato nel Museo del Duomo di Milano. Un'altra opera molto nota ed apprezzata è il «Dittico di Murano», anch'esso del VI secolo, un manufatto analogo al Dittico delle cinque parti, con la differenza che è la copertura non di un evangeliario, ma di un reliquiario, composto da cinque formelle. È conservato al Museo nazionale di Ravenna. Non è chiaro quando Ravenna cessò di produrre manufatti in avorio.

### Altre opere
Tra gli altri prodotti artistici realizzati nel periodo d'oro dell'arte ravennate si annoverano anche sarcofagi, arredi ed oggetti liturgici. Entro cornici con ricchi motivi vegetali, sono collocati pannelli con figure di Santi, Storie di Cristo, con alcuni episodi riferibili a vangeli apocrifi, e storie di Giuseppe. Vi si trova al centro il monogramma di Maximianus, ma dove e quando siano stati realizzati i pannelli è ancora un tema controverso e discusso.
Interessanti sono anche gli amboni conservati in Duomo e nella basilica di San Vitale, che mostrano come anche in scultura la tendenza fosse verso un'involuzione del senso plastico in favore di una maggiore idealizzazione e carica simbolica.

## Sarcofagi ravennati
La scultura dei sarcofagi di Ravenna appare nel mondo paleocristiano e proto-bizantino come un fenomeno particolare e, per certi versi, isolato. Si manifesta, in altre parole, con caratteristiche formali proprie, pur adeguandosi alla tematica trionfale tipica del mondo cristiano da Teodosio in poi.
La plastica funeraria di Ravenna si manifesta quando già la scultura romana inizia a declinare, ma Ravenna ha già recepito quell'esigenza di ritmo e di scansione architettonica della composizione che si riscontra all'epoca del “bello stile”.
Diversamente da quelli romani, i sarcofagi ravennati presentano una monumentalità di proporzioni che si esprime non solo nella loro grandezza, ma che è accentuata dal coperchio che li sormonta. Il coperchio si precisa sia nella forma a doppio spiovente con acroteri angolari, sia in quella “a baule”, cioè di forma semicilindrica (la copertura del sarcofago era invece piana con un rialzo frontale decorato, detto “attico”).
Il sarcofago a Ravenna è “monumento” nel senso stretto del termine: la cassa è decorata su tutti e quattro i lati (secondo l'antica tradizione dell'Asia Minore). Si articola in due grandi classi:
- Sarcofagi con figure umane
- Sarcofagi con figure simboliche d'animali o croci.

Due fra gli esemplari più notevoli sono il Sarcofago della chiesa di San Francesco (fine del IV/inizi del V secolo) con Cristo in Maestà e Apostoli dentro nicchie con conchiglie, e il Sarcofago con Cristo fra Pietro e Paolo (metà del V secolo), che si trova nella cattedrale, caratterizzato da figure immerse in un'ariosa spazialità che ne rivela senza la possibilità d'equivoci la matrice greco-orientale.